# Katharina Sutter
Katharina Sutter (* 27. Juli 1968 in Bülach, Kanton Zürich) ist eine ehemalige Schweizer Bobfahrerin, die an den Olympischen Winterspielen 2002 in Salt Lake City teilnahm und ehemalige Weltmeisterin im Zweierbob ist. Weitere Erfolge feierte sie bei Teilnahmen an Weltmeisterschaften und internationalen Wettkämpfen im Zweierbob.

## Karriere

### Olympische Spiele
Katharina Sutter gehörte bei den Olympischen Winterspielen 2002 in Salt Lake City zum Aufgebot der Schweiz im Zweierbob. Zusammen mit ihrer Mannschaftskameradin Françoise Burdet absolvierte sie den olympischen Wettkampf am 19. Februar 2002 im Utah Olympic Park Track und belegte den 4. Platz von fünfzehn teilnehmenden Zweierbobs mit einer Gesamtzeit von 1:38,34 min aus zwei Wertungsläufen.

### Weltmeisterschaften
Sutter nahm an der 49. Bob-Weltmeisterschaft 2000 in Winterberg im Zweierbob zusammen mit Françoise Burdet teil. In ihrem Wettkampf, der zum ersten Mal mit einer Frauenkonkurrenz ausgetragen wurde, fuhr sie auf den 3. Platz und gewann die Bronzemedaille.
Ihren grössten internationalen Erfolg feierte sie bei der 50. Bob-Weltmeisterschaft 2001 in Calgary im Zweierbob. Mit Françoise Burdet als Bobpilotin fuhren sie allen anderen Teilnehmerin davon, erreichten den 1. Platz und feierten den Gewinn der Goldmedaille respektive den Weltmeistertitel.
Eine weitere Medaille gewann Sutter bei der 54. Bob-Weltmeisterschaft 2007 in St. Moritz im Mannschaftswettkampf. Zum Erfolg der Schweizer Mannschaft trug sie im Wettkampf am 1. Februar 2007 mit dem Ergebnis im Zweierbob zusammen mit Sabina Hafner bei. Die Mannschaft bestand aus Maya Pedersen-Bieri, Gregor Stähli, Thomas Lamparter und Ivo Rüegg und konnte mit einer Gesamtzeit von 4:43,72 min den 3. Platz erreichen beziehungsweise den Gewinn der Bronzemedaille feiern.